# Хусайн-шахи
Хусайн-шахи (урду حسین شاہی خاندان‎, бенг. হোসেন শাহী রাজবংশ) — исламская династия, правившая в Бенгальском султанате с 1494 по 1538 год. Её основатель Ала ад-дин Хусайн-шах (1494—1519) считается известным из всех султанов Бенгалии за то, что принес культурный ренессанс во время своего правления. Он завоевал Камарупу, Камату, Джаджнагар и Ориссу, расширив султанат до порта Читтагонг, который стал свидетелем прибытия первых португальских купцов. Его сын и преемник Насир ад-дин Нусрат-шах (1519—1533) дал убежище афганцам во время вторжения Бабура в Северную Индию, хотя сам он оставался нейтральным. Индусы Бенгалии дали ему титулы Нрипати Тилак и Джагатбхусан. Он был также известен как Акбар из Бенгалии. Он поощряет перевод санскритской литературы на бенгальский язык. Он построил знаменитую мечеть под названием чота Сона Масджид.
Однако Насир ад-дин Нусрат-шах заключил договор с тимуридским правителем Бабуром и спас Бенгалию от вторжения моголов. Последнему султану династии, который продолжал править из Сонаргаона, пришлось бороться с растущей племенной пуштунской активностью на своей северо-западной границе. В конце концов, пуштунские племена прорвались и разграбили столицу в 1538 году, где они оставались в течение нескольких десятилетий до прихода династии Великих Моголов.

## Список правителей
- Ала ад-дин Хусайн-шах (1494—1519)
- Насир ад-дин Нисрат-шах (1519—1533), сын предыдущего
- Ала ад-дин Фируз-шах II (1533), сын предыдущего
- Гийас ад-дин Махмуд-шах (1533—1538), дядя предыдущего и сын Ала ад-дина Хусайна-шаха.